# ЗИЛ (станция метро, Бирюлёвская линия)

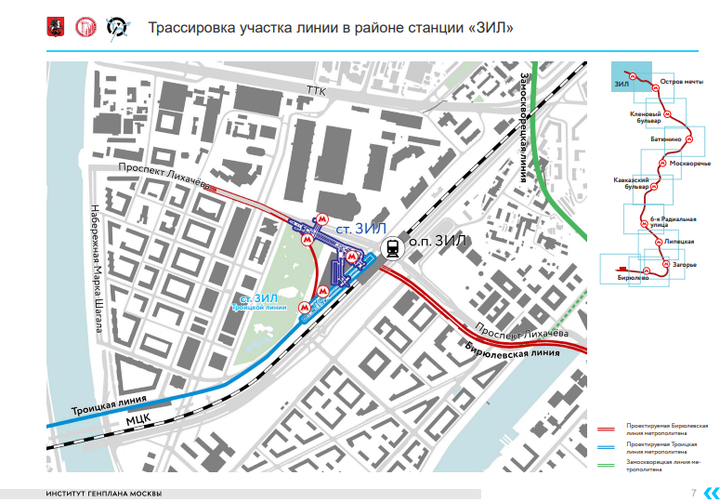
Трассировка линии в районе станции ЗИЛ

«ЗИЛ» — строящаяся конечная станция Бирюлёвской линии Московского метрополитена. Будет расположена в ЮАО, на проспекте Лихачёва, между улицами Лисицкого и Архитектора Леонидова. Будет связана пересадкой с одноимёнными станциями Троицкой линии и МЦК. Открытие запланировано на 2028 год.

## Строительство
- 10 августа 2022 года — мэр Москвы Сергей Собянин утвердил название станции «ЗИЛ»[3].
- 15 сентября 2024 года — началось строительство станции.
- 19 апреля 2025 года — на месте будущей станции началось раскрытие котлована[4].